# Sindicato Suizo de Trabajadoras
La Union Suisse des Ouvrières (en castellano, Sindicato Suizo de Trabajadoras) es una organización fundada en 1890 para la defensa y representación de los derechos de las trabajadoras en Suiza. Es uno de los pocos sindicatos exclusivamente femeninos actualmente en existencia. 

## Historia
El Sindicato de Trabajadores de Suiza Fue fundados por las  asociaciones de trabajadores de las ciudades de  Winterthur, Basilea, San Galo, Berna y Zúrich . Las primeras organizaciones de trabajadoras en Suiza fueron creadas por Gertrude Guillaume-Schack en 1885. La primera presidenta del Sindicato de Trabajadoras de Suiza fue Verena Conzett-Knecht. El Sindicato de Trabajadoras Suizas se comprometió con el sufragio femenino en 1893 y exigió el primer derecho al voto y el derecho de las mujeres a ser votadas, después de haber hecho campaña por un mejor seguro social y protección de mujeres embarazadas. Los miembros no provienen de círculos sindicales, sino que incluyen una serie de trabajadoras domésticas, maestras y trabajadoras a domicilio). La Unión se unió a Union Syndicale Suisse entre 1904 y 1908. Margarethe Faas-Hardegger, secretaria sindical entre 1905 y 1909 le dio credibilidad política. Comenzó dos revistas Die Vorkämpferin, y L'Exploitée.
La Alianza de Sociedades de Mujeres de Suiza se creó en 1900, pero la Unión Suiza de Trabajadores no se unió a ella. Clara Zetkin la alienta a trabajar más bien con estructuras feministas proletarias. El Sindicato de Trabajadoras Suizas está detrás del primer Día Internacional de la Mujer el 8 de marzo de 1911. Se convirtió en miembro del partido socialista en 1912. Sus 45 secciones se disolvieron en 1917, cuando tenía 2.250 miembros. 